# 基爾尼奇基
45°42′25″N 29°3′48″E / 45.70694°N 29.06333°E
基爾尼奇基（烏克蘭語：Кирнички）是位於烏克蘭西南部的村莊，由敖德萨州伊茲梅爾區的貝薩拉布斯凱市鎮負責管轄。該村處於葉尼卡河畔，始建於1945年，面積0.33平方公里，海拔高度48米，2001年人口2,241。